# Secret d'État (film, 1995)
Pour les articles homonymes, voir Secret d'État (homonymie).
Pour plus de détails, voir Fiche technique et Distribution.
Secret d'État (Segreto di stato) est un film policier italien réalisé par Giuseppe Ferrara et sorti en 1995.
Le film est sélectionné au Festival international du film de Moscou 1995.

## Synopsis
Les images (réelles) de l'attentat de la Via dei Georgofili et de l'attentat à la bombe de la Via Palestro (it) défilent dans le générique de début. Une voiture piégée explose près de la gare de Milan, tuant une patrouille de police et deux étrangers. Au bout de trois heures seulement, le  Servizio per le informazioni e la sicurezza democratica (it) (SISDE) arrête un criminel mafieux et accuse d'être l'instigateur un homme de la même SISDE, Peppe Fossati (qui, averti par un collègue, se défile). C'est alors que le ministre convoque Carlo Tommasi de la Direzione Investigativa Antimafia (it) (DIA) pour prendre en charge l'enquête, coordonnée par le juge Francesca Savona. Puis le chef du SISDE, Ermes Ravidà, lui fournit un dossier compromettant mais peu fiable sur Fossati. 
Entre-temps, il rencontre d'abord le collègue qui l'a sauvé, puis élimine dans une décharge un autre agent, Biondi. Fossati, qui a une liaison avec la journaliste Laura Melli, sait maintenant que Ravidà s'intéresse aux données d'une disquette qu'il charge une poste restante romaine d'envoyer à son ami Calvesi. Alors qu'elle emporte des documents compromettants en Suisse, elle est éliminée par des tueurs qui incendient sa voiture. Mais Tommasi, qui entre-temps a échappé à une tentative d'assassinat avec le juge Savona, récupère dans la voiture un papier qui lui permet de comprendre que des « caisses noires » sont à l'origine du complot. Fossati, après s'être introduit chez Ravidà et lui avoir volé une deuxième disquette, contacte Tommasi pour une rencontre à Rome, mais il est liquidé par un tueur à gages, lui-même éliminé par Carlo qui parvient à récupérer la clé de la boîte où sont conservées les disquettes contenant les noms des personnalités corrompues payées avec les « caisses noires » de la SISDE, dont le ministre et son ami Muschio, à qui il avait confié la rencontre avec Fossati. 
Ravidà est arrêté, le ministre est inculpé et Muschio, pris de remords, se suicide.

## Fiche technique
- Titre italien : Segreto di stato[2]
- Titre français : Secret d'État (titre DVD)[3]
- Réalisateur : Giuseppe Ferrara
- Scénario : Andrea Purgatori (it)
- Photographie : Claudio Cirillo
- Montage : Adriano Tagliavia
- Musique : Pino Donaggio
- Décors : Antonio Formica
- Costumes : Tiziana Mancini
- Production : Salvatore Alongi, Luciano Martino, Gianni Saragò, Grazia Volpi
- Société de production : Dania Film, Filmtre, Andromeda Productions
- Pays de production :  Italie
- Langue originale : italien
- Format : Couleur - son Dolby - 35 mm
- Durée : 104 minutes
- Genre : Film policier
- Dates de sortie :
  - Italie : 24 mars 1995

## Distribution
- Massimo Ghini : Carlo Tommasi
- Massimo Dapporto : Beppe Fossati
- Antonello Fassari : Carmine Muschio
- Isabel Russinova : Juge Francesca Savona
- Mariella Valentini : Laura Melli
- Manrico Gammarota : agent Biondi
- Tony Sperandeo : gangster
- Tino Bianchi : banquier
- Aldo Massasso : Di Salvo
- Adriana Russo : Lilli
- Alfredo Pea : Torre
- Giampiero Bianchi : prêtre
- Adalberto Maria Merli : Ermes Ravida